# Entalina tetragona
Entalina tetragona är en blötdjursart som först beskrevs av Brocchi 1814.  Entalina tetragona ingår i släktet Entalina och familjen Entalinidae. Arten förekommer i Götaland. Artens livsmiljö är havet. Inga underarter finns listade i Catalogue of Life.